# Приреченский сельсовет (Красноярский край)
Прире́ченский сельсове́т — муниципальное образование (сельское поселение) в Ужурском районе Красноярского края. Административный центр поселения — посёлок Приреченск.

## География
Приреченский сельсовет находится южнее Ачинска, на юго-западе Красноярского края, восточнее районного центра.

## История
Приреченский сельсовет наделён статусом сельского поселения в 2005 году.

## Население
| 2010 | 2012  | 2013  | 2014  | 2015  | 2016  | 2017  |
| ---- | ----- | ----- | ----- | ----- | ----- | ----- |
| 1628 | ↘1590 | ↘1545 | ↘1499 | ↘1470 | ↘1421 | ↘1415 |

Гендерный состав
По данным Всероссийской переписи населения 2010 года 4 мужчины и 874 женщины из 1628 чел.

## Состав сельского поселения
В состав сельского поселения входят 5 населённых пунктов:
| № | Населённый пункт | Тип населённого пункта          | Население |
| - | ---------------- | ------------------------------- | --------- |
| 1 | Арабкаево        | посёлок                         | 328       |
| 2 | Белопольск       | посёлок                         | 212       |
| 3 | Парилово         | деревня                         | 62        |
| 4 | Приреченск       | посёлок, административный центр | 902       |
| 5 | Черноозерск      | посёлок                         | 124       |